# Бугариджа, Адам
Адам Бугариджа Кардено (англ. Adam Bugarija Cardeno; род. 22 февраля 2005, Baulkham Hills) — австралийский футболист, вингер клуба «Перт Глори».

## Клубная карьера
Бугариджа — воспитанник клубов «Сидней», «Вестерн Сидней Уондерерс», загребского «Динамо» и «Перт Глори». 20 октября 2024 года в матче против «Макартура» он дебютировал в А-Лиге за основной состав последних. В этом же поединке Адам забил свой первый гол за «Перт Глори». 

## Международная карьера
В 2024 году в составе юношеской сборной Австралии Адам принял участие в юношеском Кубке Азии в Индонезии. На турнире он сыграл в матчах против команд Лаоса, Мьянмы и Малайзии. 
В 2025 году в составе молодёжной сборной Австралии Бугариджа стал победителем молодёжного Кубка Азии в Китае. На турнире он сыграл в матчах против сборных Катара и Ирака.

## Достижения
Международные
 Австралия (до 20)
- Победитель молодёжного Кубка Азии — 2025